# Lytocarpus phillippinus
Lytocarpus phillippinus är en nässeldjursart som först beskrevs av Gustav Heinrich Kirchenpauer 1872.  Lytocarpus phillippinus ingår i släktet Lytocarpus och familjen Plumulariidae. Inga underarter finns listade i Catalogue of Life.